# Polikliniek Dr. Martens
De Polikliniek voor Inwendige Ziekten, ook Polikliniek Dr. Martens, is een voormalige privé-kliniek te Astene (Deinze) in 1932 ontworpen door de Belgische architect Henry Van de Velde. De opdrachtgever hiervoor was Dr. Adriaan Martens.
De kliniek bevindt zich langs de Emiel Clauslaan op de grens van Astene met Deurle.
De polikliniek werd in 1933-1934 opgetrokken kort voor de privéwoning van de dokter, genaamd Villa Landing, die gelegen is aan de overkant van de Emiel Clauslaan.
Het werd in de stijl gebouwd van de nieuwe zakelijkheid. Kenmerkend zijn het horizontale facet, de afgeronde hoeken, de in ijzeren vatting uitgewerkte grote ramen en het platte dak.
Het monument is volledig gerestaureerd en wordt hergebruikt als woning. Het werd in 1994 erkend als een beschermd monument van onroerend erfgoed.

## Galerij

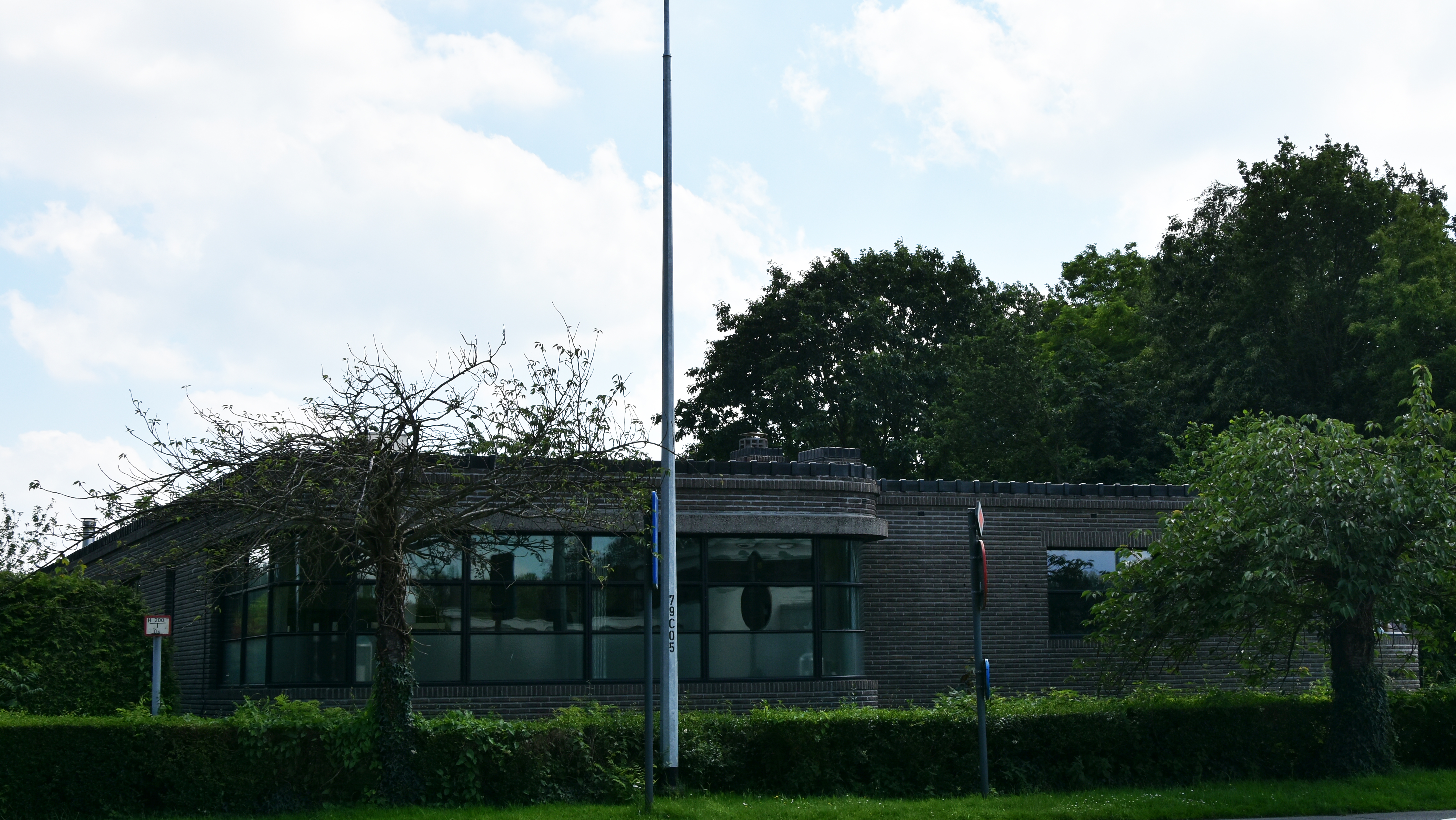
De voormalige polikliniek
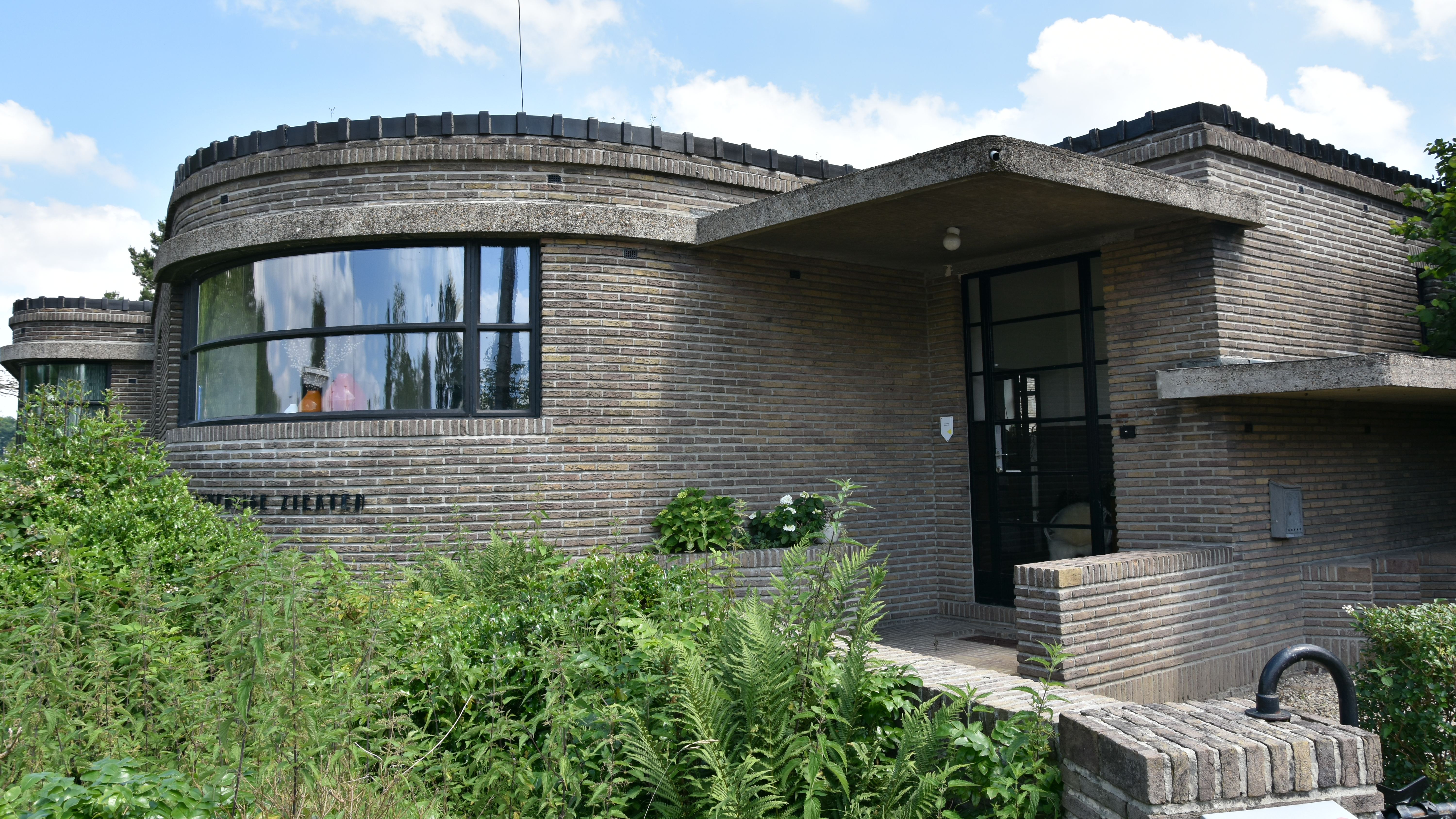
De voormalige polikliniek